# Comté de Bedford (Tennessee)
Pour les articles homonymes, voir Comté de Bedford.
Le comté de Bedford est un comté de l'État du Tennessee, aux États-Unis. Il comptait 37 586 habitants en 2000, et sa population a été estimée à 50 237 habitants en 2020. Son siège est Shelbyville.